# Дё-Монтань
Дё-Монтань — городок в Канаде, в провинции Квебек, в регионе Лаврентиды. Является административным центром одноимённого муниципалитета. Расположен на северном берегу реки Миль-Иль, где она вытекает из озера Дё-Монтань (Lac des Deux Montagnes, «озеро двух гор»), в честь которого назван и сам город.
Первоначально назывался Сен-Эсташ-сюр-ле-Лак (Святой Евстафий на озере). Название было изменено на современное в 1963 году, через пять лет после того, как посёлку были предоставлены права города.
Население Дё-Монтань составляет 17 402 человека. Французский является родным языком для 76,8 % населения, а английский — для 17,6 % населения (2006 г.) .